# برتیل لیند
برتیل لیند (انگلیسی: Bertil Linde; ۲۸ فوریهٔ ۱۹۰۷ – ۲۵ مارس ۱۹۹۰) ورزشکار هاکی روی یخ اهل سوئد بود.
از باشگاه‌هایی که در آن بازی کرده‌است می‌توان به باشگاه فوتبال آی‌ای‌کی اشاره کرد.
وی در مسابقات کشوری و بین‌المللی در مجموع برندهٔ ۱ مدال نقره شده‌است.